# علاء الشابي
علاء الشابي هو مذيع تونسي شارك في تقديم العديد من البرامج التلفزيونية الناجحة، كان أشهرها برنامج عندي ما نقلك وحوار خاص، مع قناة التونسية.
تزوج للمرّة الرابعة من الإعلامية ريهام بن علية في 22 أوت 2021

## المسيرة المهنية
شارك علاء الشابي في برنامج اكتشاف المواهب «الخطوة الأولى» في قناة 21. وبدأ مسيرته المهنية في 1994. ومقدم برنامج عندي ما نقلك لمدة 11 موسمًا من أصل 12.

## الحياة الشخصية
متزوج أربع مرات. زوجته الأولى هي طبيبة التجميل ملاك بوزويتة. آخر زواج له كان في أغسطس 2021 من ريهام بن علية. ولديه ولدان هما أدونيس ويوليوس وبنت اسمها نانسي.

## أعماله

### تلفزيون
- الخطوة الأولى على قناة 21، 1994
- مساء السبت، 1998
- عندي ما نقلك، برنامج اجتماعي في قناة تونس 7 في سنوات 2009 و2010 و2011 وعلى قناة التونسية في 2012 و2013 و2014 وفي الحوار التونسي في 2015 و2016 و2017 و2018 وفي قناة التاسعة في 2018 و2019.
- حوار خاص، التونسية، 2011
- كلام الناس في قناة التونسية، 2012
- المسامح كريم في قناة حنبعل، 2012 إلى 2018
- عندي منغنيلك، في قناة التونسية، 2014
- ما بيناتناعلى قناة التاسعة، 2017
- أمور جدية على قناة الحوار التونسي (2018-2019)
- مع علاء، على قناة الحوار التونسي، 2018-2019
- أنا ويسر، 2020
- السيرك في قناة التاسعة، 2021
- شكونو هذا، على قناة التاسعة، 2022
- كلام الليل، قناة "تونسنا"، من ديسمبر 2023 إلى جوان 2024.
- أنا والمدام، قناة "تونسنا"، بالاشتراك مع ريهام بن علية، من نوفمبر 2024 إلى الٱن

### إذاعة
- سرك في بير، موازييك أف أم، 2017 و2018 و2019

### الظهور الإعلامي
- 1997: الخطاب على الباب (ضيف شرف الحلقتين 1 و 2 من الموسم 2) لصلاح الدين الصيد وعلي اللواتي والمنصف البلدي بدور وليد
- 2010: كاستينغ لسامي الفهري ورفيقة بوجدي بشخصيته الحقيقية
- 2012: التمساح، التونسية، (ضيف الحلقة 1)
- 2017: نهار الأحد مايهمك في حد مع نضال السعدي
- 2018: فكرة سامي الفهري (ضيف الموسم 1)

## روابط خارجية
- علاء الشابي على موقع IMDb (الإنجليزية)